# Marcus Lattimore

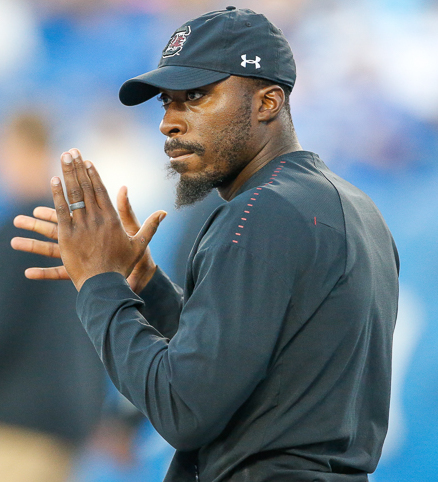

Marcus Lattimore (nacido el 29 de octubre de 1991) es un exjugador de fútbol americano que jugó en la posición de corredor . Jugó fútbol americano universitario en Carolina del Sur, donde tiene el récord de goles de carrera (38). Corrió 1,197 yardas como titular durante su primer año. Sus años de estudiante de segundo y tercer año se vieron truncados por graves lesiones en la rodilla. Optó por renunciar a su último año y fue reclutado por los San Francisco 49ers en la cuarta ronda del Draft de la NFL de 2013 . Nunca jugó un partido para los 49ers y se retiró del fútbol a los 23 años. En 2016, fue nombrado entrenador principal de fútbol en la escuela Heathwood Hall en Columbia, Carolina del Sur . Se desempeñó como Director de Desarrollo de Jugadores para los South Carolina Gamecocks de 2018 a 2019.

## Primeros años
Lattimore nació en Duncan, Carolina del Sur . Asistió a la escuela secundaria Florence Chapel y a la escuela secundaria James F. Byrnes en Duncan, y jugó fútbol americano en la escuela secundaria para los Byrnes Rebels. Uno de los jugadores más condecorados en la historia del fútbol americano de la escuela secundaria de Carolina del Sur, Lattimore fue el jugador de fútbol juvenil del año de la escuela secundaria nacional ESPN RISE en 2008. En su último año, obtuvo el reconocimiento All-American de la escuela secundaria USA Today, fue nombrado Mr. Football de Carolina del Sur y jugó en el US Army All-American Bowl de 2010. Eligió Carolina del Sur sobre Auburn en el Día Nacional de la Firma .

## Carrera universitaria
Lattimore se matriculó en la Universidad de Carolina del Sur, donde jugó para el equipo de fútbol americano South Carolina Gamecocks del entrenador Steve Spurrier de 2010 a 2012. Un recluta universitario muy buscado, tuvo un impacto inmediato para los Gamecocks como estudiante de primer año.

### 2010
El 11 de septiembre de 2010, en solo el segundo partido de fútbol americano universitario de su carrera, Lattimore rompió 42 placajes en 37 transmisiones, corriendo 182 yardas y dos anotaciones contra los Georgia Bulldogs . El 9 de octubre de 2010, contra Alabama Crimson Tide, el entonces número uno en el ranking, Lattimore tuvo 23 transmisiones durante 93 yardas, 2 anotaciones y atrapó una anotación recibida del pasador Stephen García . El 16 de octubre de 2010, Lattimore anotó dos touchdowns en una derrota fuera de casa ante los Kentucky Wildcats antes de perderse el resto del juego por una lesión en el tobillo. El 30 de octubre de 2010, contra los Tennessee Volunteers, Lattimore tuvo 29 transferencias en 184 yardas y unaanotación. El 13 de noviembre de 2010, contra los Florida Gators en Gainesville, Lattimore tuvo 40 transferencias en 212 yardas y tres anotaciones, para derrotar a los Gators y hacerse con el SEC Este para los Gamecocks.
El 4 de diciembre de 2010, en el Juego de Campeonato de la SEC de 2010, Lattimore tuvo 16 transferencias en 84 yardas para los Gamecocks en la derrota por 56-17 ante los Auburn Tigers . En diciembre de 2010, Lattimore fue nombrado como el estudiante de primer año del año de la NCAA, encabezando el equipo All-Freshman, por The Sporting News . El 31 de diciembre de 2010, en el Chick-fil-A Bowl de 2010, Lattimore tuvo una transmisión que perdió por una yarda y atrapó tres pases en 48 yardas, antes de sufrir una conmoción cerebral en el primer cuarto en una recepción de pase en la que perdió un balón suelto en la derrota por 26-17 ante Florida State .

### 2011
Carolina del Sur comenzó su temporada 2011 en el Bank of America Stadium en Charlotte el 3 de septiembre de 2011 contra East Carolina . Corrió 112 yardas en 23 transmisiones y agregó tres anotaciones mientras los Gamecocks lucharon para ganar 56–37. Lattimore también atrapó tres pases en 33 yardas.
Los Gamecocks viajaron a Atenas el 10 de septiembre para jugar contra Georgia, rivales de la SEC Este. Lattimore cargó el balón en 27 ocasiones en 176 yardas y una anotación.
Carolina del Sur luego jugó un partido en casa contra la Academia Naval, y en un juego 24-21, Lattimore corrió 246 yardas y también anotó tres touchdowns en el juego. El siguiente fin de semana, Carolina del Sur acogió al enemigo de la SEC Este, Vanderbilt . Lattimore tuvo su primer juego terrestre de menos de 100 yardas de la temporada, corriendo en solo 77 yardas en 20 transferencias, pero pudo agregar una anotación de 22 yardas. También atrapó tres pases en 73 yardas, anotando en una recepción de 52 yardas, lo que llevó a su equipo a una victoria por 21-3 y un comienzo de 4-0. Se desgarró un ligamento de la rodilla el 15 de octubre contra los Mississippi State Bulldogs y se anunció que Lattimore se perdería el resto de la temporada 2011 debido a la lesión.

### 2012
En el primer juego de regreso de Lattimore luego de su lesión en el ligamento de la rodilla, corrió 110 yardas y dos anotaciones en 23 transferencias cuando los Gamecocks superaron a Vanderbilt, 17-13. En la victoria de los Gamecocks por 49–6 sobre la UAB el 15 de septiembre, Lattimore corrió 85 yardas y una anotación, su 34º touchdown en Carolina del Sur, superando el récord escolar de George Rogers de 33 touchdowns en su carrera. Lattimore tuvo su mejor actuación de la temporada contra los Kentucky Wildcats, corriendo 120 yardas y dos anotaciones en la victoria por 38-17 el 29 de septiembre.
El 6 de octubre, los Gamecocks fueron los anfitriones de los Georgia Bulldogs en un enfrentamiento entre los diez primeros para el cual ESPN College Gameday estuvo en la ciudad. Lattimore corrió 109 yardas y una anotación cuando los Gamecocks aplastaron al n.º 5 Georgia, 35–7, y registraron dos récords escolares, tres victorias consecutivas sobre Georgia y diez victorias consecutivas en total.
El 27 de octubre, Lattimore sufrió una grave lesión en la rodilla derecha durante un partido contra los Tennessee Volunteers . El entrenador en jefe de fútbol de Carolina del Sur, Steve Spurrier, declaró que Lattimore se había dislocado la rodilla derecha y se había desgarrado todos los ligamentos, además de sufrir daños en los nervios. La rodilla de Lattimore fue reparada quirúrgicamente por el Dr. James Andrews.
El 10 de diciembre, Lattimore se declaró elegible para el Draft de la NFL de 2013.

### Estadísticas
| Temporada | Equipo           | Goles a favor | Atacando | Atacando | Atacando | Atacando | Recepción | Recepción | Recepción | Recepción                |
| Temporada | Equipo           | Goles a favor | Intentos | Yardas   | Promedio | DT       | Plusmarca | yardas    | Promedio  | Anotaciones (touchdowns) |
| --------- | ---------------- | ------------- | -------- | -------- | -------- | -------- | --------- | --------- | --------- | ------------------------ |
| 2010      | Carolina del Sur | 13            | 249      | 1,197    | 4.8      | 17       | 29        | 412       | 14.2      | 2                        |
| 2011      | Carolina del Sur | 7             | 163      | 818      | 5.0      | 10       | 19        | 182       | 9.6       | 1                        |
| 2012      | Carolina del Sur | 9             | 143      | 662      | 4.6      | 11       | 26        | 173       | 6.7       | 0                        |
| Carrera   | Carrera          | 29            | 555      | 2,677    | 4.8      | 38       | 74        | 767       | 10.4      | 3                        |

### Premios y reconocimientos universitarios
- Segundo equipo All- SEC (2011)
- Primer equipo All-SEC (2010)
- Segundo equipo All-American (2010)
- Estudiante de primer año de SN del año (2010)
- Estudiante de primer año del año de la SEC (2010)

## Carrera profesional
El 12 de diciembre de 2012, Lattimore confirmó en rueda de prensa que entraría en el Draft de la NFL de 2013 . El 27 de abril de 2013, fue seleccionado en la cuarta ronda, con la selección global 131, por los San Francisco 49ers . El 31 de mayo de 2013, los San Francisco 49ers firmaron a Lattimore con un contrato de 4 años por un valor de $ 2,460,584, incluido un bono por firmar de $ 300,584. El 27 de agosto de 2013, fue colocado en la lista de reservas/lesiones no relacionadas con el fútbol.
El 5 de noviembre de 2014, Lattimore anunció su retiro de la NFL.

## Carrera de entrenador
A mediados de diciembre de 2015, Lattimore anunció que se uniría al personal del nuevo entrenador en jefe de Carolina del Sur, Will Muschamp . Lattimore no sería entrenador, pero hablaría con los jugadores sobre la vida fuera del campo, similar a su trabajo en sus academias de liderazgo a través de su fundación. Sin embargo, en abril de 2016, la NCAA indicó que la universidad obtendría una ventaja de reclutamiento injusta al contratar a Lattimore, debido a su trabajo con niños de secundaria a través de su fundación. Lattimore indicó que el fallo de la NCAA fue justo y que no se uniría al personal de Carolina del Sur. El 6 de mayo de 2016, se anunció que Lattimore se uniría al personal de fútbol de la Escuela Episcopal Heathwood Hall en Columbia, Carolina del Sur . Lattimore fue nombrado entrenador principal de fútbol en Heathwood el 14 de noviembre de 2016. El 11 de enero de 2018, se anunció que Lattimore se uniría al cuerpo técnico de Will Muschamp en Carolina del Sur como Director de Desarrollo de Jugadores. Dejó este cargo el 10 de enero de 2020. A partir del verano de 2020, Lattimore se desempeña como entrenador de corredores en Lewis and Clark College .

## Vida personal
El 19 de diciembre de 2015, Lattimore se casó con su novia del instituto, Miranda Bailey. Él es cristiano.